# Premio Pacem in Terris
El Premio Pacem in Terris Peace and Freedom ha sido entregado anualmente desde 1964 en conmemoración de la encíclica papal "Pacem in Terris" del Papa Juan XXIII de 1963. Fue creado por el "Consejo Interracial Católico de Davenport" (Davenport Catholic Interracial Council) de la diócesis de Davenport en el estado de Iowa. Desde 1976 el premio ha sido presentado por la Coalición Pacem in Terris (Pacem in Terris Coalition) de las ciudades de Quad. En el 2005 la coalición estaba integrada por la Diócesis de Davenport, la Universidad de St. Ambrose, El Colegio Universitario Augustana, las Iglesias Unidas de las Ciudades de Quad, La Congregación por la Humildad de María y el Centro de Ancianos Activos (CASI - The Center for Active Seniors, Inc.).
Seis ganadores del premio también fueron galardonados con el premio Nobel de la Paz — Martin Luther King, Jr., la Madre Teresa de Calcuta, el Arzobispo Desmond Tutu, Mairead Corrigan-Maguire, Adolfo Pérez Esquivel y Lech Wałęsa.

## Ganadores del premio

### 2011 en adelante
- 2011 Alvaro Ramazzini
- 2012 Kim Bobo
- 2013 Jean Vanier
- 2014 Simone Campbell
- 2016 Gustavo Gutiérrez Merino

### 2000–2010
- 2010 Padre John Dear
- 2009 Hildegard Goss-Mayr
- 2008 Monseñor Marvin Mottet
- 2007 Obispo Salim Ghazal
- 2006 (declarado desierto)
- 2005 Donald Mosley
- 2004 Rev. Arthur Simon
- 2002 Las monjas Gwen Hennessey, OSF y Dorothy Hennessey, OSF
- 2001 Lech Wałęsa
- 2000 George Higgins

### 1990–1999
- 1999 Adolfo Pérez Esquivel
- 1998 Hermana Helen Prejean CSJ
- 1997 Jim Douglass
- 1996 La Odebrecht Foundation y Philip M. Hannan
- 1996 Samuel Ruiz García
- 1995 Jim Wallis
- 1993 Padre Daniel Berrigan
- 1992 César Chávez
- 1991 María Julia Hernández
- 1990 Mairead Corrigan

### 1980–1989
- 1989 Eileen Egan
- 1987 Arzobispo Desmond Tutu
- 1986 Obispo Maurice John Dingman
- 1985 Cardenal Joseph Bernardin
- 1983 Helen Caldicott
- 1982 George F. Kennan
- 1980 Obispo Ernest Leo Unterkoefler y Crystal Lee Sutton

### 1970–1979
- 1979 Obispo Thomas Gumbleton
- 1976 Madre Teresa de Calcuta
- 1975 Dom Hélder Câmara
- 1974 Senador Harold Hughes
- 1972 Dorothy Day

### 1964–1969
- 1969 Saul Alinsky
- 1968 Padre James Groppi
- 1967 A. Philip Randolph
- 1966 R. Sargent Shriver
- 1965 Martin Luther King
- 1964 John Howard Griffin y John F. Kennedy, (póstumamente)

### Otros ganadores
James C. Murray
Wilson P. Fons